# 静岡県立御殿場特別支援学校
静岡県立御殿場特別支援学校（しずおかけんりつ ごてんばとくべつしえんがっこう）は、静岡県御殿場市神山にある知的障害・肢体不自由児童・生徒のための県立特別支援学校。

## 所在地
- 静岡県御殿場市神山1553-3
- 小山分校･静岡県駿東郡小山町竹之下369（静岡県立小山高等学校に併設）

## 設置学部
- 小学部
- 中学部
- 高等部

## 歴史
- 1957年（昭和32年）4月 ‐ 御殿場市立高根小学校に特殊学級を設置
- 1960年（昭和35年）4月 ‐ 御殿場市立御殿場小学校、御殿場中学校に特殊学級を設置
- 1960年（昭和35年）10月 ‐ 御殿場市立御殿場学園として御殿場市萩原318‐1に開園
- 1962年（昭和37年）4月 ‐ 高根小学校の特殊学級を学園に統合
- 1963年（昭和38年）4月 ‐ 養護学校として認可され、御殿場市立養護学校 となる
- 1967年（昭和42年）9月 ‐ 御殿場市保土沢924へ移転
- 1992年（平成4年）4月 ‐ 高等部開設
- 2000年（平成12年）4月1日 ‐ 御殿場市から静岡県に移管され、現在地に移転して静岡県立御殿場養護学校となる。
- 2008年（平成20年）4月1日 ‐ 学校名を「静岡県立御殿場特別支援学校」に変更